# Бельский, Игорь Дмитриевич
И́горь Дми́триевич Бе́льский (28 марта 1925, Ленинград, РСФСР, СССР — 3 июля 1999, Санкт-Петербург, Россия) — советский и российский артист балета, хореограф, педагог. Лауреат Сталинской премии (1951), Заслуженный артист РСФСР (1955), Народный артист РСФСР (1966).

## Биография
Игорь Бельский родился 28 марта 1925 года в Ленинграде в семье известных танцоров водевиля. Учился в Ленинградском хореографическом училище (педагоги А. И. Бочаров и А. В. Лопухова). В 1942 году, ещё будучи студентом, начал выступать на сцене Государственного академического театра оперы и балета (ГАТОБ) им. С. М. Кирова, поскольку из-за войны не хватало танцоров-мужчин. Официальный его дебют состоялся в 1943 году после окончания училища в цыганском танце в опере «Русалка» и в партии Половчанина («Князь Игорь»). В 1957 году окончил актёрский факультет ГИТИСа. В 1943—1963 годах был артистом балета в Театре им. Кирова.
В 1962—1973 годах — главный балетмейстер Ленинградского Малого театра, в 1973—1977 годах — Театра им. Кирова, в 1977—1978 годах — Каирского балета, в 1979—1992 годах — Ленинградского мюзик-холла. В 1946—1966 годах — преподаватель ЛХУ. В 1962—1964 и 1966—1999 годах — педагог балетмейстерского отделения Ленинградской консерватории, в 1982 году получил звание профессора. В 1992—1999 годах художественный руководитель Академии русского балета им. А. Я. Вагановой.
Получил известность как яркий характерный танцовщик, исполнитель гротесковых и пантомимных партий. Одни из лучших его партий: Шурале («Шурале» Ф. З. Яруллина; Сталинская премия, 1951) и Нурали («Бахчисарайский фонтан» Б. В. Асафьева). Среди других его ролей: Мако («Тропою грома» К. Караева), Тибальд и Северьян («Ромео и Джульетта» и «Каменный цветок» С. С. Прокофьева), Эспада («Дон Кихот» Л. Ф. Минкуса). Проявил себя как балетмейстер-новатор. Поставил на сцене Театра им. Кирова «Берег надежды» А. П. Петрова (1959) и «Ленинградскую симфонию» на музыку Д. Д. Шостаковича (1961), в которых развиваются принципы «танцевального симфонизма» Ф. В. Лопухова. Среди других его постановок в Ленинградском Малом театре: «Конёк-Горбунок» Р. К. Щедрина (1963), «Одиннадцатая симфония» на музыку Шостаковича (1966), «Щелкунчик» П. И. Чайковского (1969). Среди воспитанников Бельского артисты балета Николай Боярчиков, Ирина Генслер, Константин Рассадин и другие. Снялся в фильмах-балетах «Мастера советского балета», «Большой концерт», «Хореографические миниатюры».
Скончался 3 июля 1999 года в Санкт-Петербурге от инсульта. Похоронен на «Литераторских мостках» Волковского кладбища Санкт-Петербурга.

## Семья
Жена — балерина Театра им. Кирова Людмила Алексеева. У них родился сын Никита.

## Сочинения
- Проблемы балетного театра: Диалоги.— В кн.: Музыка и хореография современного балета. Л., 1974, вып. 1;
- Заметки хореографа, — Советская музыка, 1964, № 3;
- Балет — та же симфония. — Советский балет, 1982, № 6;
- Габриэла Комлева, — Советский балет, 1983, № 3.